# Pastis 51

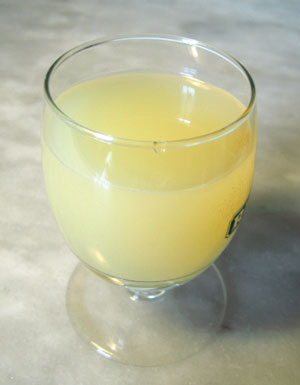
Copa de Pastis

El Pastis 51, comúnmente llamado 51, es una marca de bebida anisada creada en 1951 por la empresa francesa Pernod Ricard.
Se bebe con agua fría y en ocasiones con cubitos de hielo. La proporción de la mezcla es de una medida de Pastis por cinco a siete medidas de agua.

## Composición
Pastis 51 es obtenido por maceración de anís estrellado procedente de China o Vietnam, junto a plantas aromáticas provenzales y agua, así como regaliz de bosque de Oriente y nuez de cola. El mérito del Pastis 51 es que sus ingredientes son macerados, al contrario que el Pernod que se obtiene por destilación.

## Historia
La historia del Pastis 51 está estrechamente ligada a la ley francesa. En 1915 se prohíbe en Francia vender y consumir bebidas anisadas. Esta prohibición se levanta en 1922, año en que se crearon varias marcas de bebidas alcohólicas. En 1938, un decreto ley limita la graduación máxima de las bebidas alcohólicas a 45°. Entonces Pernod desarrolla su producto estrella de la época; el Pernod 45.
Bajo la ocupación alemana, el gobierno de Vichy considera que la derrota es, en parte, debida a la “Francia del aperitivo”. Decide de nuevo prohibir el consumo y venta de bebidas alcohólicas con grado superior a 16º. Se tuvo que esperar un elevado número de años para que esta prohibición fuera revocada. En 1951, el año de la liberación de las bebidas alcohólicas es celebrado por Pernod con la creación de una marca específica; el Pernod 51.
La existencia simultánea de Pernod 45 y Pernod 51, denominados así según su grado de alcohol y año de creación, crean un factor de confusión, por lo que la casa Pernod decide en 1954 rebautizar este último como Pastis 51 y en 1968 la bebida consiguió ser la marca líder de la empresa.

## Estrategia comercial
Pastis 51 era número uno en la región francesa de Provence-Alpes-Côte d'Azur, pero era la segunda bebida anisada en el resto del país, por lo que era necesaria una notable campaña de comunicación por parte de Pernod.
En el transcurso de los años 70, el eslogan de la marca era “Feliz como un 51 en el agua”, y a partir de 1985 el argumento de venta era la autenticidad del producto en su lema “Verdaderamente como Pastis 51”
También Pastis 51 se esforzó en seducir a los coleccionistas creando una boetalla especial cada año. La primera, apareció en 1983 y se mantiene hasta la actualidad.
Actualmente Pastis 51 es el segundo espirituodo más vendido en Francia y una de las 100 marcas de espirituosos de mayor volumen en el mundo.

## Cocteles
Existen numerosos cócteles elaborados con Pastis 51 como:
- 51 Piscine: Pastis 51 tradicional, pero con vaso firmado.
- 6 Naciones: con guayaba, zumo de naranja y piña natural y agua con gas.
- 51 Brasileño: con zumo de limón y una cucharadita de azúcar.
- Papagayo: con sirope de menta.
- Tomate: con sirope de granadina.
- Cooler: con zumo de limón, tónica o gaseosa y cubitos de hielo.
- Escarcha: granizado
- Morisco: con sirope de horchata y agua helada.